# João Pedro Medeiros de Almeida
João Pedro Medeiros de Almeida (1884 - 1943)  CvTE • GCC • MHA,  foi um militar e médico português.
Como membro do Corpo Expedicionário Português na Primeira Guerra Mundial, no posto de Capitão médico, combateu na Batalha de La Lys.
Foi 1º Assistente do Prof. Borges de Sousa, Director do Instituto de Oftalmologia de Lisboa.
Condecorado pelo Grand Quartier Général des Armées Françaises de l'Est a 9 de Abril de 1919 pela evacuação sob intenso bombardeamento do Hospital de Merville.
O Hospital de Merville devido à sua localização estratégica foi um dos principais a receber feridos de todo o vale do rio Lys, nomeadamente o sector entre Armantières, La Bassée, Merville e Béthune. Também conhecido como Hospital de Sangue, juntamente com o Hospital de Saint Venant, compostos por 8 tendas com uma capacidade para 200 doentes.
Integrava uma equipa de 12 oficiais, sendo 7 médicos e 90 sargentos e praças. Dos médicos, dois deviam ser cirurgiões, dos sargentos, seis tinham de ser enfermeiros.

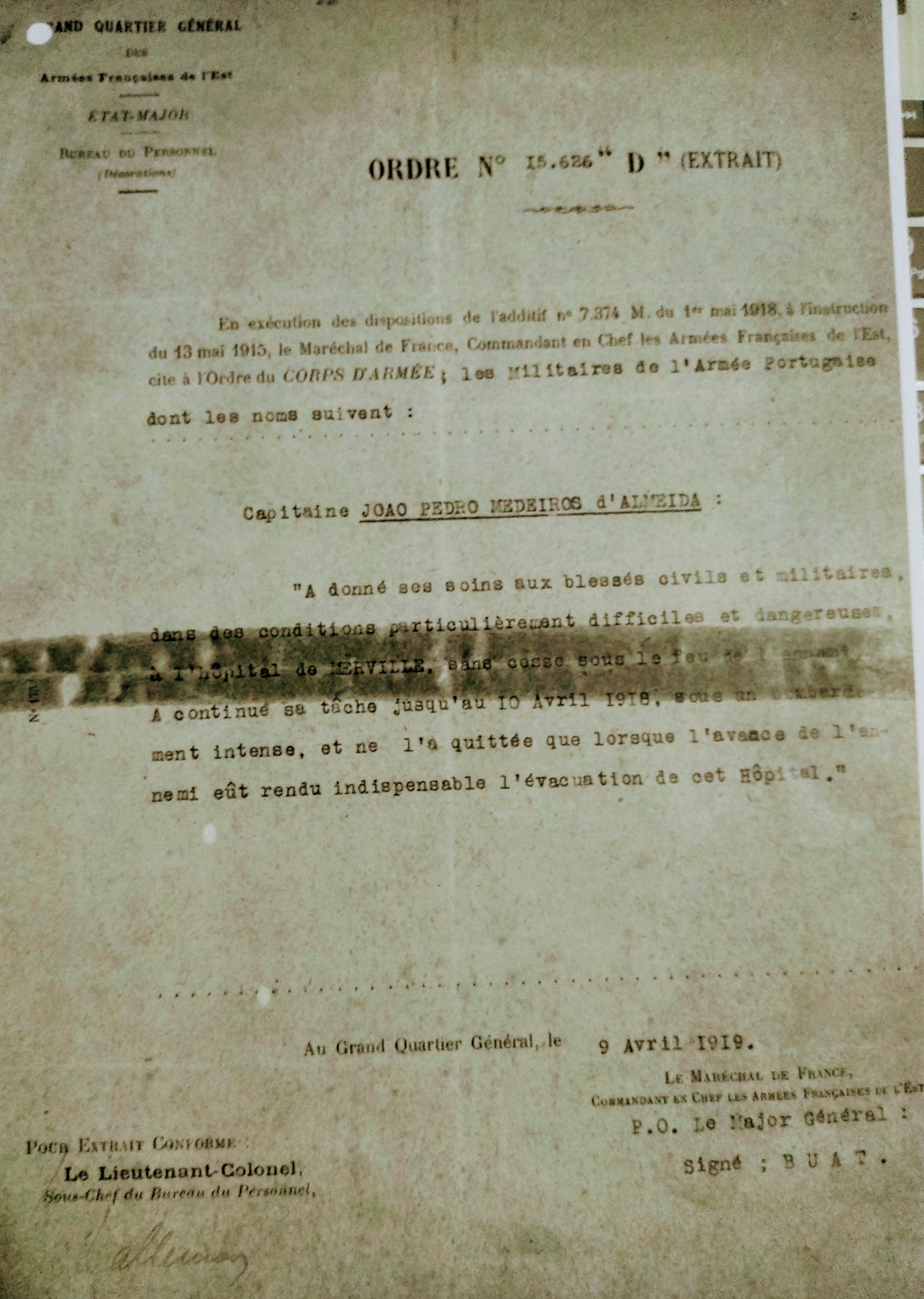
"Cuidou dos civis e soldados feridos, em condições particularmente difíceis e perigosas, no hospital de Merville, constantemente sob o fogo do inimigo. Continuou a sua missão até 10 de Abril de 1918, sob intenso bombardeamento e não a deixou até que o avanço do inimigo tornasse essencial a evacuação do hospital."
Foi agraciado com a Ordem de Cristo (1919/06/28), Torre Espada Valor Lealdade e Mérito (1920/07/10) e posteriormente com a Ordem de Avis (1939/05/16).
Em 1911 foi nomeado Cirurgião substituto do Hospital de São José.
Com a patente de tenente-coronel médico ocupou o cargo de director do Hospital Militar Português.

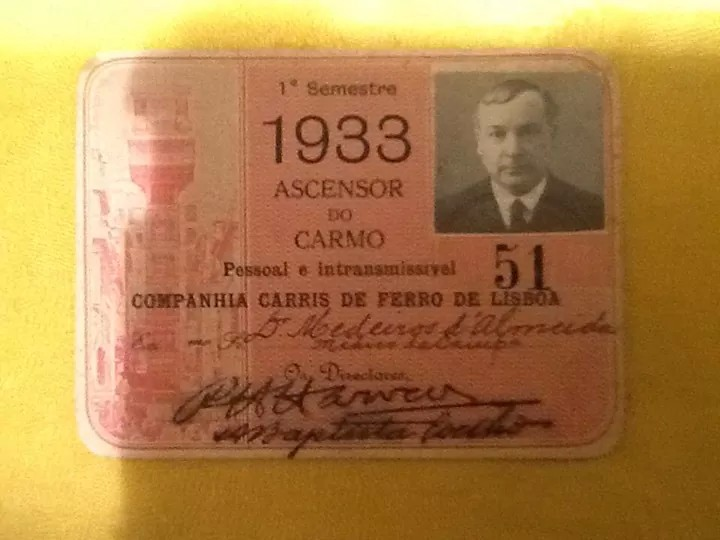
Passe de acesso ao Elevador de Santa Justa. Antigo Ascensor do Carmo.